# 葫蘆問

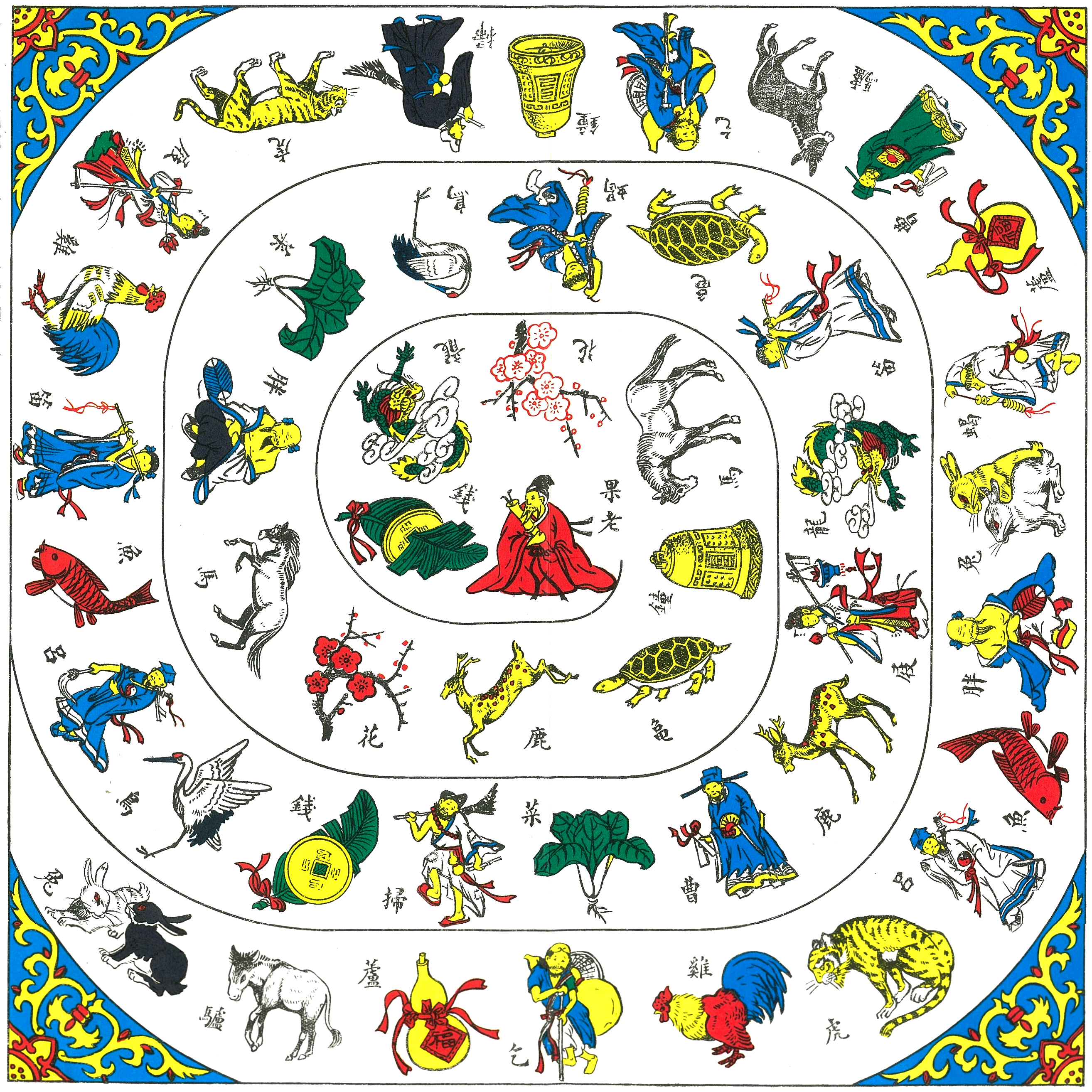
台南安平的葫蘆問

葫蘆問，又稱葫蘆運、葫蘆笨，是一種東亞擲賽遊戲，各地圖案與稱呼各有不同，常作為農曆新年親友聚會時的遊戲。

## 歷史

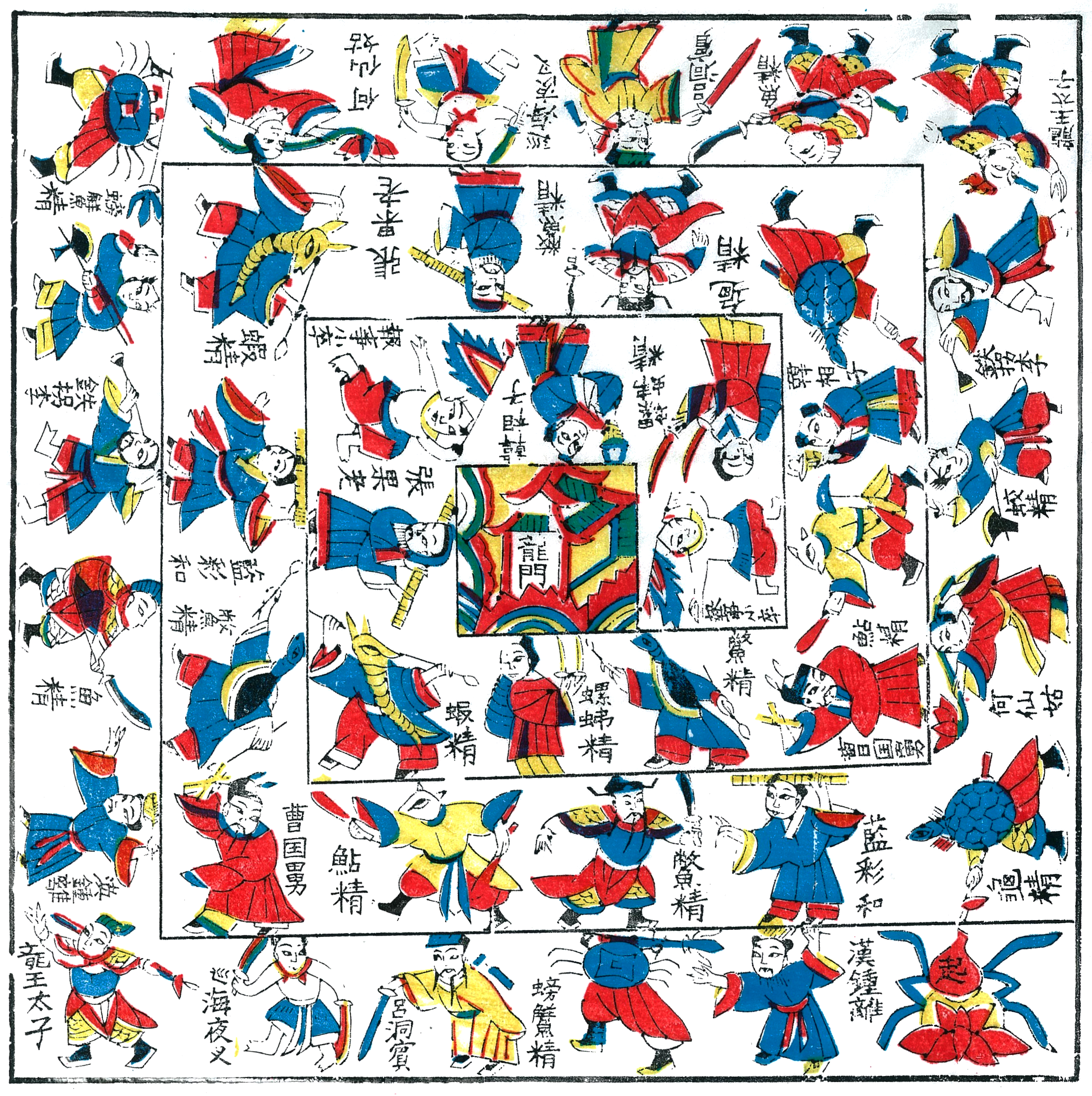
山東濰縣的鳳凰棋
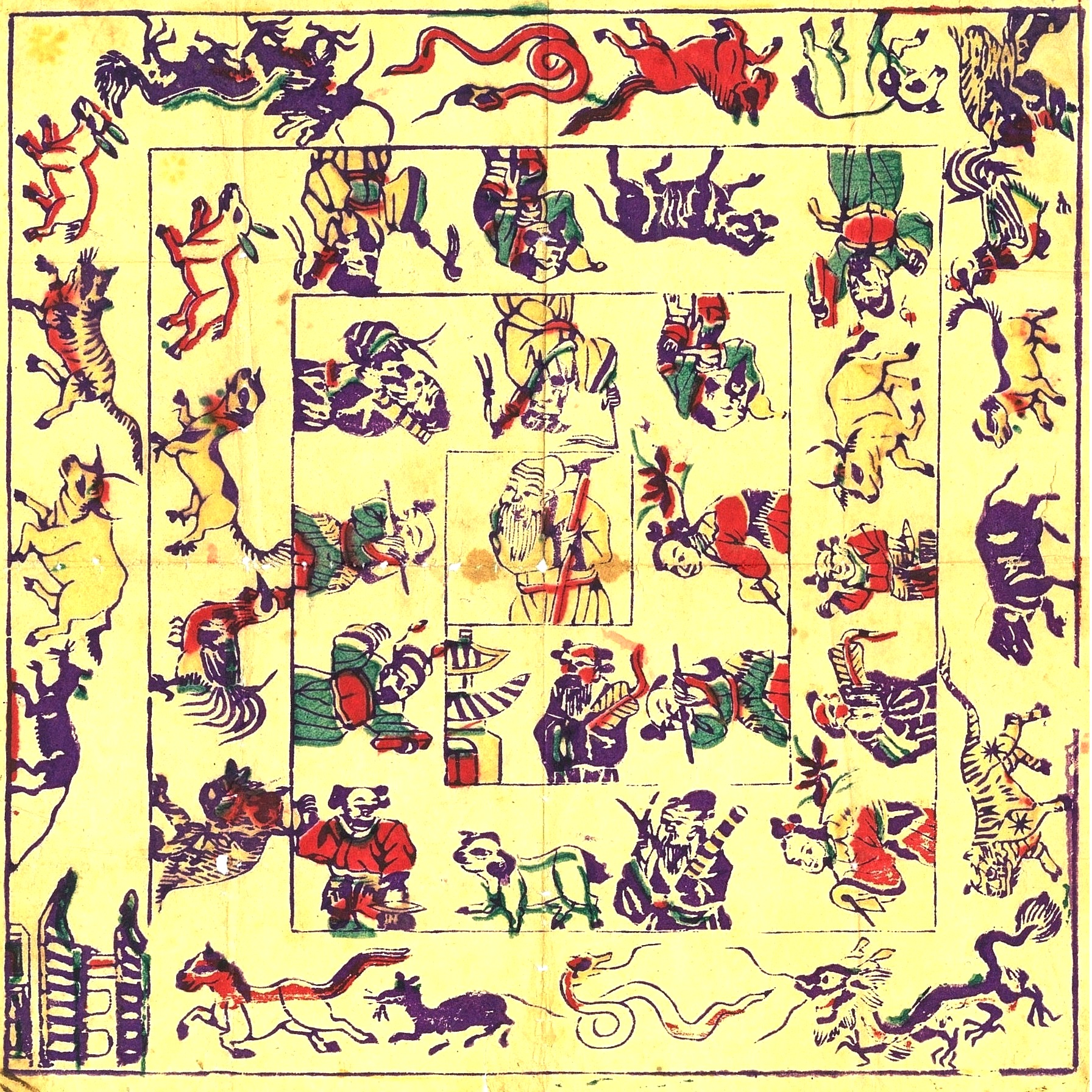
山東濰縣的小鳳凰棋
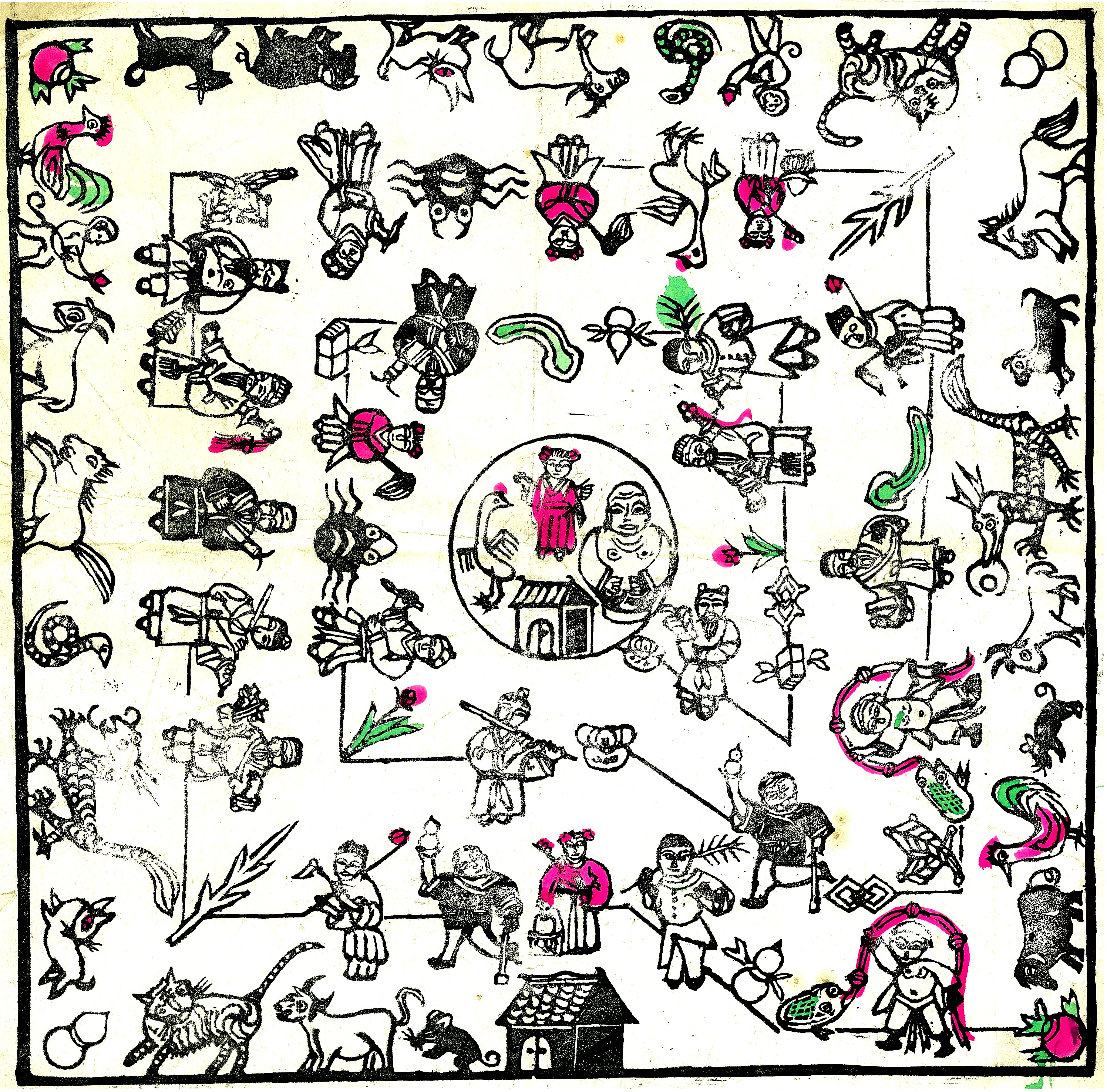
中國北方的生肖升仙圖
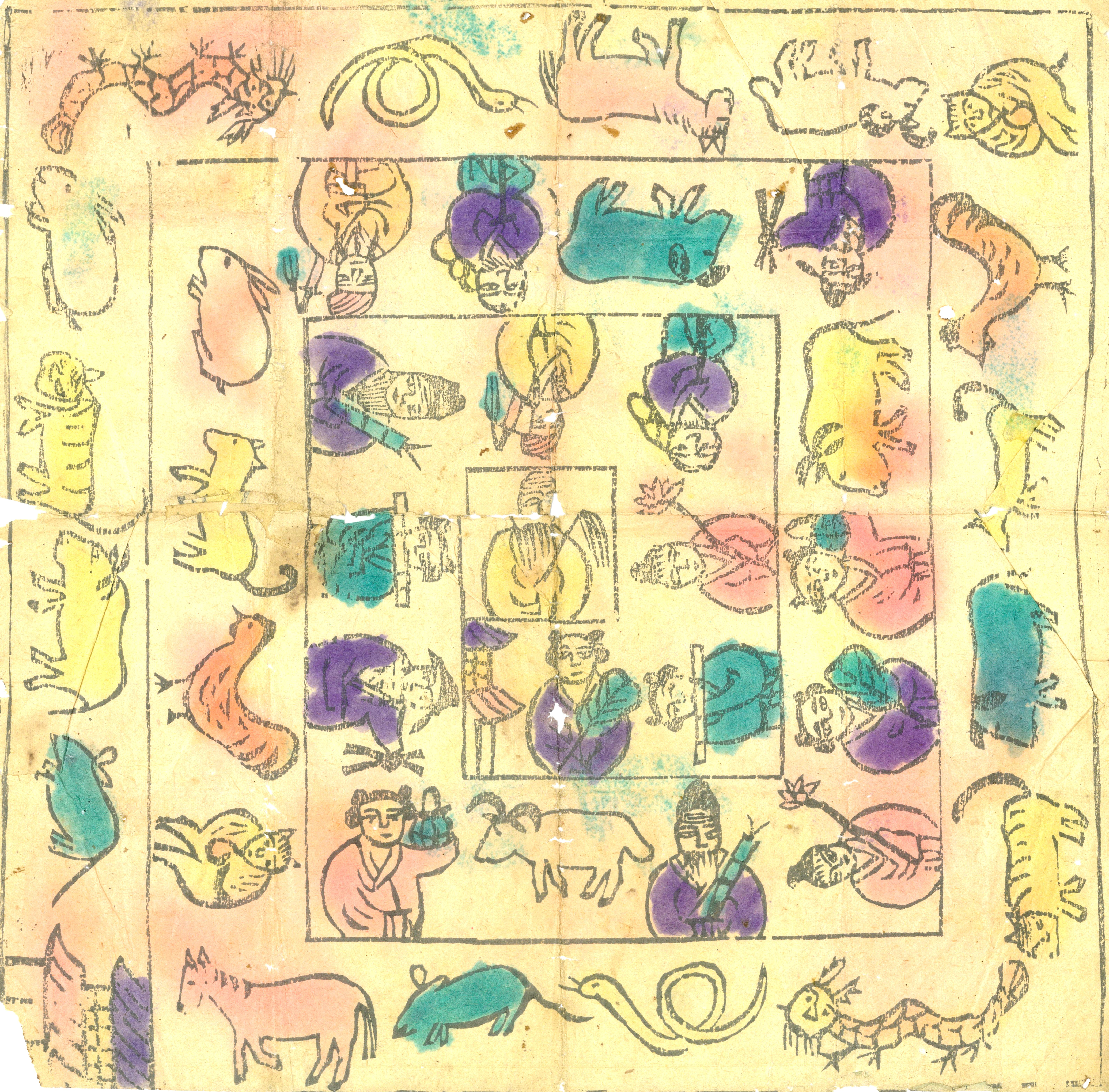
山東的生肖升仙圖
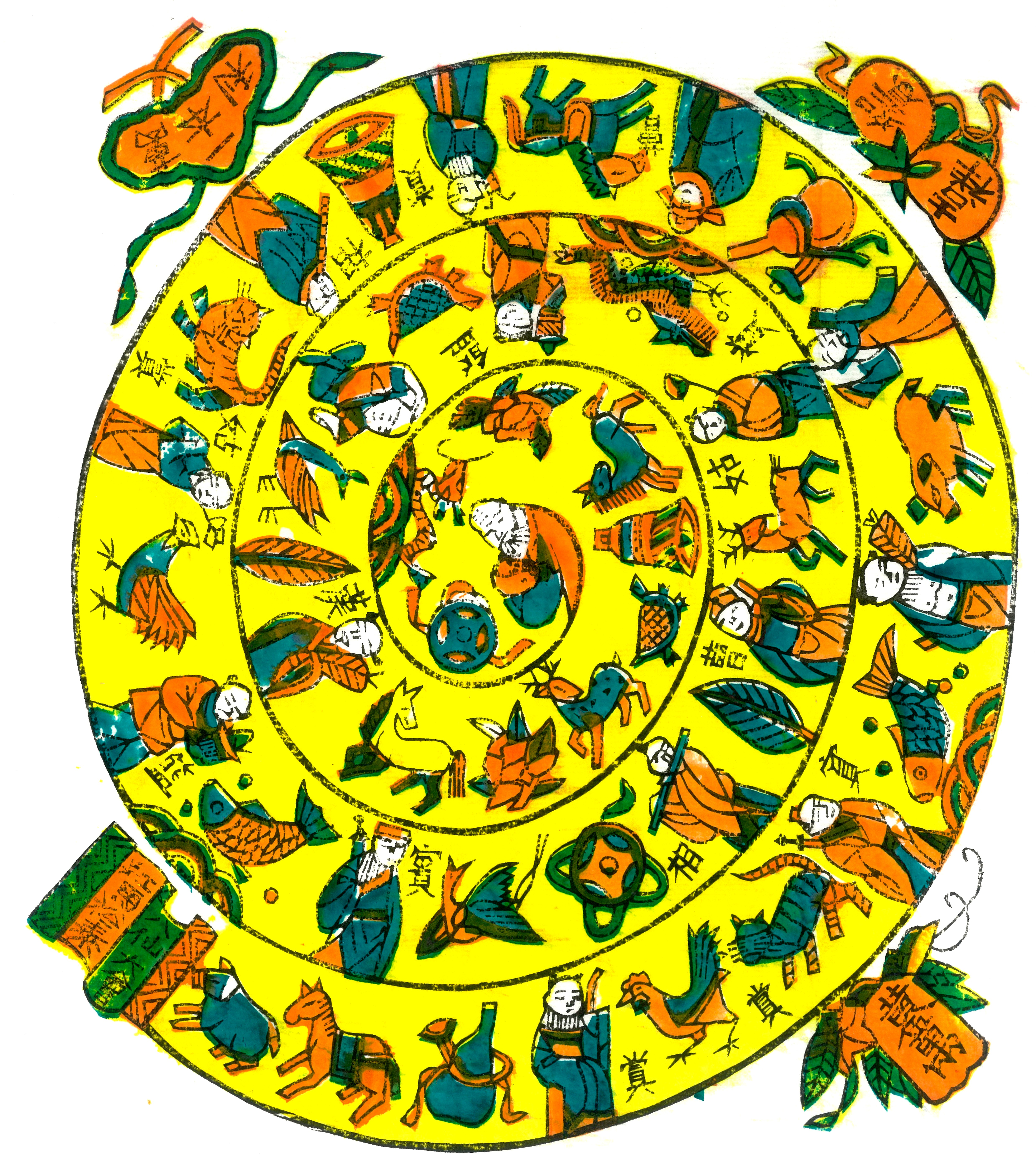
名稱不明的彩印遊戲圖

過去農曆新年時，人們會玩一種以年画方式印製的擲賽遊戲，這類遊戲棋盤為旋螺狀，通常除終點外，其餘棋位都是葫蘆、八仙、生肖等兩兩成雙的圖形，不同於陞官圖依采色決定進退，而是依骰點前進到某圖後，再移動同圖的位置上，機制與蛇梯棋相同，但蛇梯棋的兩圖差距是平均，而像是鹿港的葫蘆問差距不同，以差11格最多，但越近終點會越小，使玩家在遊戲後期差距減少。學者認為這種遊戲方式適合底層阶级玩，而陞官圖適於知識阶级玩，但江淮地區在民國初年時因科舉制度廢止，舊式的陞官圖也就慢慢不興，當地人們改玩此戲。
據鹿港新祖宮耆老表示葫蘆問所以有「問」，指的是玩的人想要進到某個位置時，就會念著「王公十騎內馬」之類想要前進的口訣，也就是問的意思。在各地名稱各異，如台北艋舺稱為葫蘆運、《台灣慣習記事》記錄為葫蘆笨；福建叫葫芦闷、葫芦笨，閩南也可稱星君圖或葫蘆棋；在汕头除稱為葫蘆悶外又稱為得仙歸位图；天津叫赶八蛇；江淮叫逍遥图、小謠兒；苏北叫消消气；山东叫凤凰棋；也有的稱為升仙图、升仙图本万利图。
此類戲於漳州又依圖案分為兩種，哪吒、八仙、孙悟空、马、龟精、蛤精、蟹精、目鱼精、终点为龙王的海底葫芦笨；與有八仙、济公、龟、马、驴、象、鸡、玉兔、虎、葫芦、刘海、金钟、古钱、鸟、菜、龙、梅花，终点为南极仙翁的山頂葫芦笨。
台灣流傳的為以上第二種圖，賭客押以誌物，隨采播遷，《台灣慣習記事》記載賭法為打葫蘆笨，先到為勝者拿全部賭金。早期的遊戲紙是從泉州石獅祖店套色印刷批發進入台灣，後因市場供不應求，台南的王泉盈紙莊乃自行生產開工雕版。伊能嘉矩曾把台灣的玩法記錄下來，將遊戲名譯為ホオロオブヌ。西川滿還在台南購買昇官圖與此戲，以作為創作版畫的靈感，並在他的歷史小說〈龍脈記〉描寫德國工程師在建造台北到基隆的鐵路時，一旁的清朝士兵卻在枕木以葫蘆問來賭博。到了現在的台灣也已是少見的童玩。
三立電視台的《戲說臺灣》曾將此戲的台灣民間傳說拍為電視劇《鹿港葫蘆問》，由陈威翰、游詩璟等人演出。

## 博具
- 棋盤為螺旋狀，以多種圖案代表棋位，除了終點外，其餘圖案皆兩兩相對。
- 每方一枚棋子。
- 通常為兩顆六面骰[1]，也有用三顆骰[6]。山东省潍坊市杨家埠一帶則是用捻转儿[18]。

### 圖案與口訣

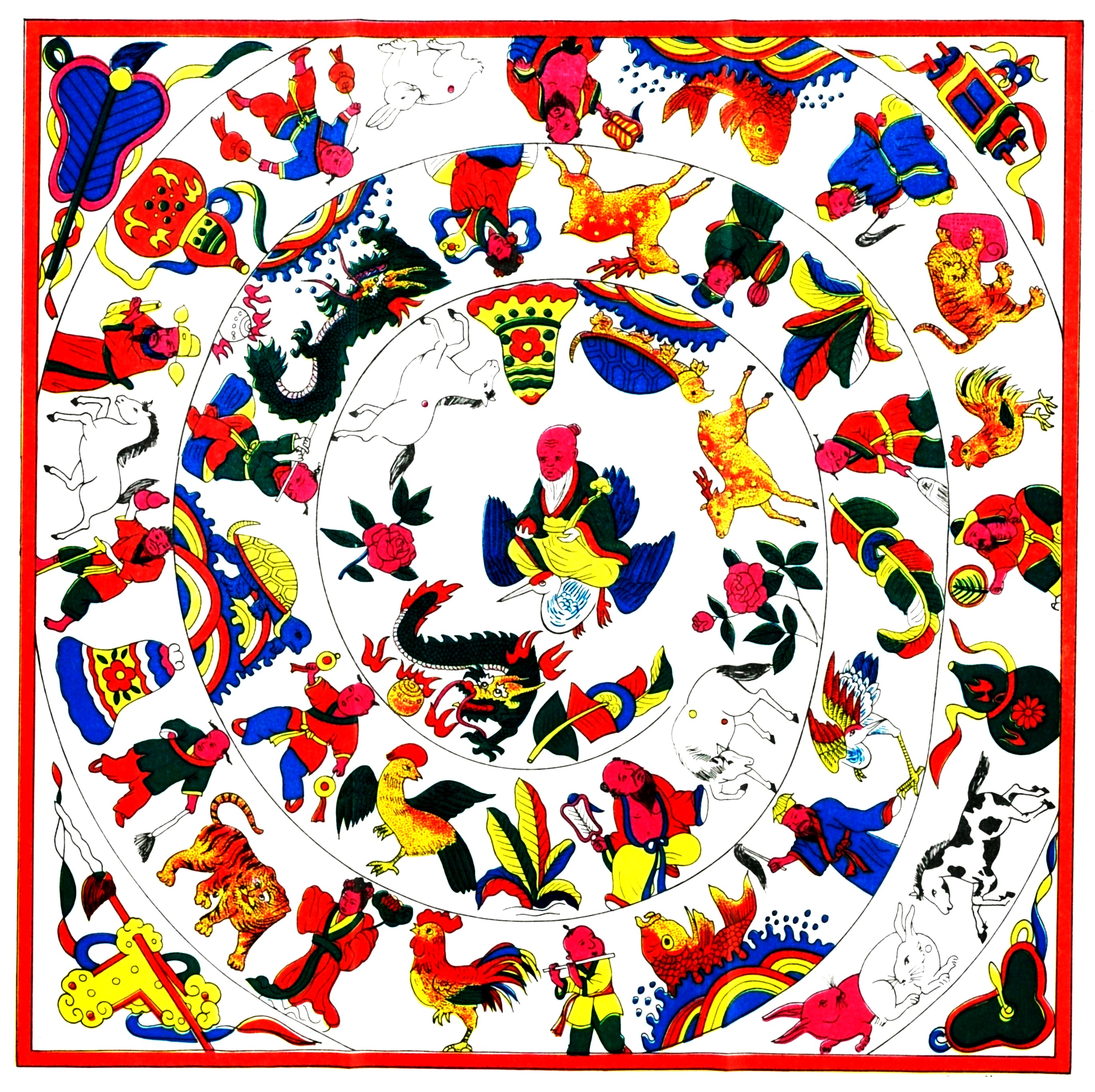
彰化鹿港的葫蘆問

此戲在閩南族群流傳不同的指引遊戲進行的閩南語口訣，帶有吉祥、詼諧、俚俗的意義，不同圖案的排列組合或不同地區就會有不同的說法，如鹿港前頭的口訣為：「么么驢、三矸仔、四乞食、五雞、六貓、七賓、八鯉、九肥、十浸、十一吉(孽)、十二葫蘆顛倒縮。」，是首次丟擲骰子時的口訣，如擲出兩點前為「么驢」，進兩格到驢子再跳往前面的驢子；擲出三點為「三矸仔」從第三格葫蘆跳往前面的葫蘆。

艋舺前頭的口訣為：「二驢、三矸仔、四乞丐、五雞、六貓、七槍賓、八鯉、九遊、十進、十一浸…」；台中前頭的口訣為：「二驢載矸仔，乞食提五雞。六貓逐七賓，九肥掠八鯉。十浸無頭尾，十一孽到底。十二葫蘆顛倒踅呀顛倒踅...」
以下為鹿港葫蘆運的圖案與相關口訣。
| 圖案名稱 | 前方棋位 | 後方棋位 | 差距 | 相關口訣 |
| -------- | -------- | -------- | ---- | --- |
| 月兔     | 1        | 10       | 9    | 浸八成肥、浸九無走 |
| 驢       | 2        | 14       | 12   | 驢二、驢七驢咬筆 |
| 葫蘆     | 3        | 12       | 9    | 葫蘆六就雙雙層、葫蘆九無走、葫蘆四扒鬚 |
| 鐵枴李   | 4        | 15       | 11   | 乞食五入大箍、乞食五雞母肚、乞食七偷溜鯽、乞食十壹算粿 |
| 雞       | 5        | 20       | 15   | 雞四肥臀臀、雞十一啄龍鐘、雞五豆仔紅、雞六著雞坐、雞七啄(青)菜、雞八烏先生、雞九天公生、雞十一啄龍肉                                                               |
| 虎       | 6        | 18       | 12   | 虎七一支鬚、虎八顛倒縮、虎九啃虎草 |
| 呂洞賓   | 7        | 23       | 16   | 賓九一杯茶、賓仔雙雙去、賓么么仙人化、賓二大腳倉、賓五退黑肚、賓六騎鹿、賓七漏(落)姑屐、賓八入飛龍、賓九嘟嘟號、賓十撈水龜                                         |
| 魚       | 8        | 22       | 14   | 鯉半斤入銅貢、鯉崎崎做阿爹、鯉三娘推磨、鯉三娘弄關刀、鯉五鹽酸菜、鯉六曹黑墨、鯉七哥射著鹿、鯉八賣弓鞋、鯉九升龍王                                                 |
| 漢鍾離   | 9        | 37       | 28   | 肥七一槓風、肥八叫司公、鐘九子、肥三落鹿擔、肥四落龜致、肥五捧鍋仔、肥六趖一目、肥七進二匹、肥八反鰻、肥九落屎、肥十摕來食、肥上十滿天下、鐘三落龍、鐘四窮、鐘五興 |
| 張果老   | 11       | 34       | 23   | 掃五一尾呆、掃八一個月、掃九無走、掃三五佮七 |
| 曹國舅   | 13       | 28       | 15   | 王公三、五層、王公衫穿不破、王公十二盡捧致 |
| 鐘       | 16       | 42       | 26   | 鐘四窮、鐘五興、鐘六漏土龍、鐘三漏龍 |
| 韓湘子   | 17       | 26       | 9    | 嗒嘀四好景緻、嗒嘀八騎鹿、嗒嘀連歕六七聲 |
| 何仙姑   | 19       | 30       | 11   | 屐六一碗圓、屐七佇鐘邊、屐九內花心、屐十鹿轤口 |
| 刘海     | 21       | 32       | 11   | 吉四、五薰吹、吉五花一叢、吉四五仔短短、吉六無尾、吉七退一、吉八鏗鏘、吉九外馬吼、吉九進四斗、吉十外花合、吉十一落龍、吉十二吐紅氣                                 |
| 鶴       | 24       | 35       | 11   | 鳥七哥搖玲瓏、鳥八進三格、鳥十二連骨吞 |
| 銅錢     | 25       | 46       | 21   | 錢四、錢六重、錢八鑽龜空 |
| 葉子     | 27       | 36       | 9    | 菜心十一、二把、菜心十一、二把、菜六鹽一甕 |
| 鹿       | 29       | 40       | 11   | 鹿九鹿十擱再入、鹿五出聖龍、鹿六觸廄、鹿七閂得 |
| 龍       | 31       | 45       | 14   | 龍七千里馬、龍八開內花 |
| 龜       | 33       | 41       | 8    | 龜仔八未游、龜仔九捧銅斗、龜仔五漏褲、龜仔六允答答、 |
| 馬       | 38       | 43       | 5    | 雲馬九哞哞吼 |
| 花       | 39       | 44       | 5    | 花七痟、花八娘弄關刀 |
| 南極仙翁 | 47       | -        | -    | |

### 其它圖案

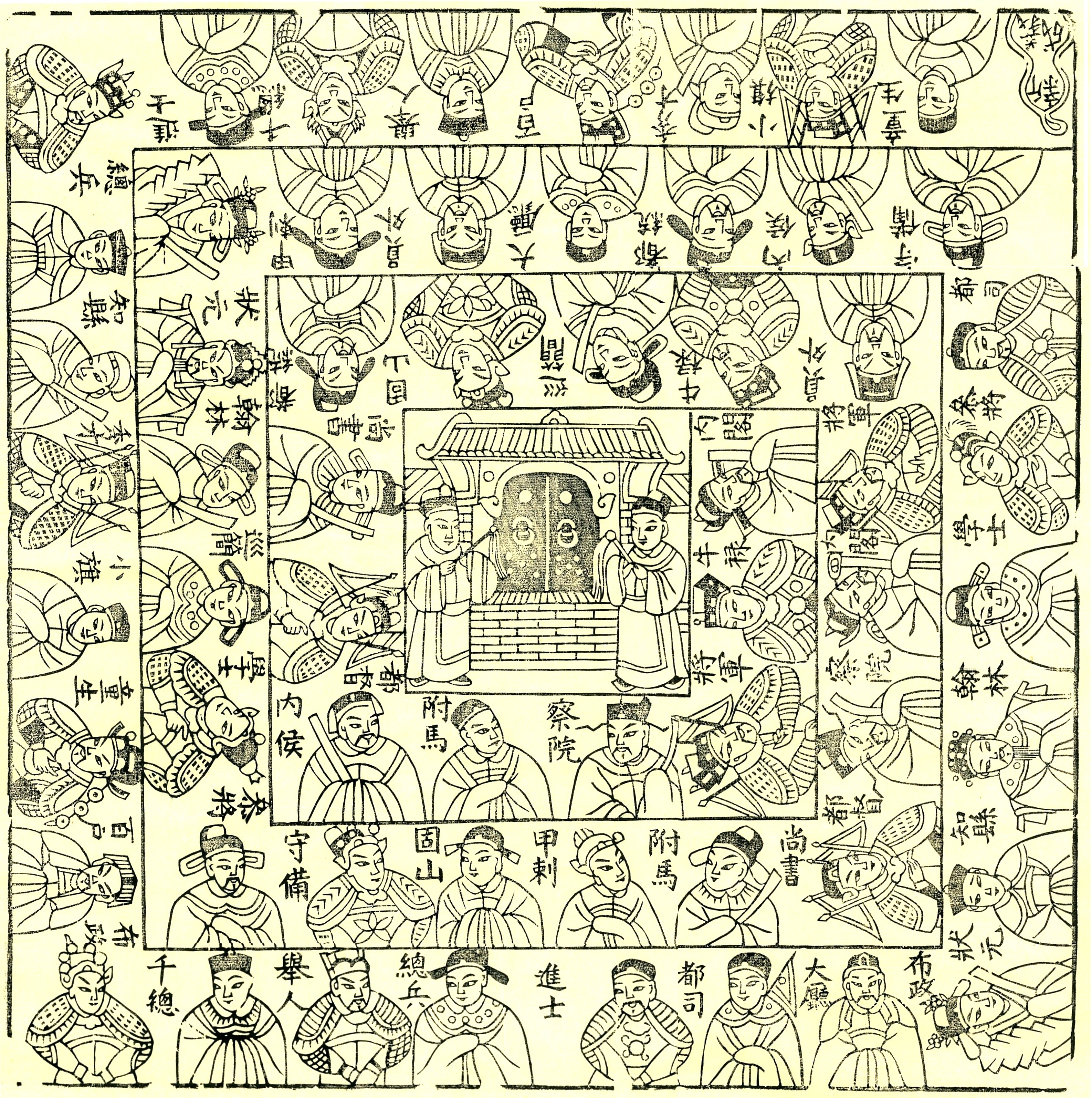
河北武強的小升官圖
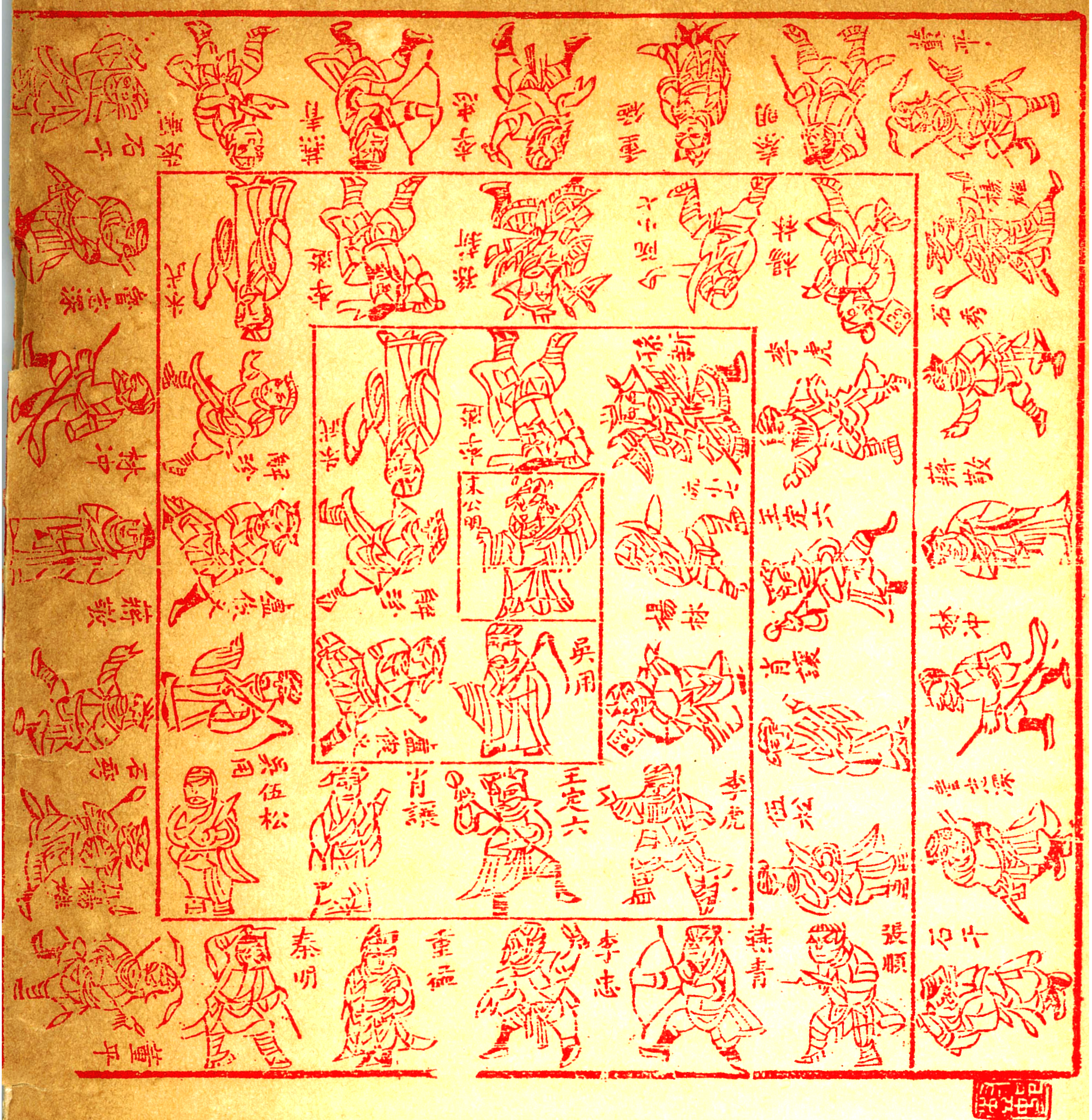
四川成都的水滸選仙圖
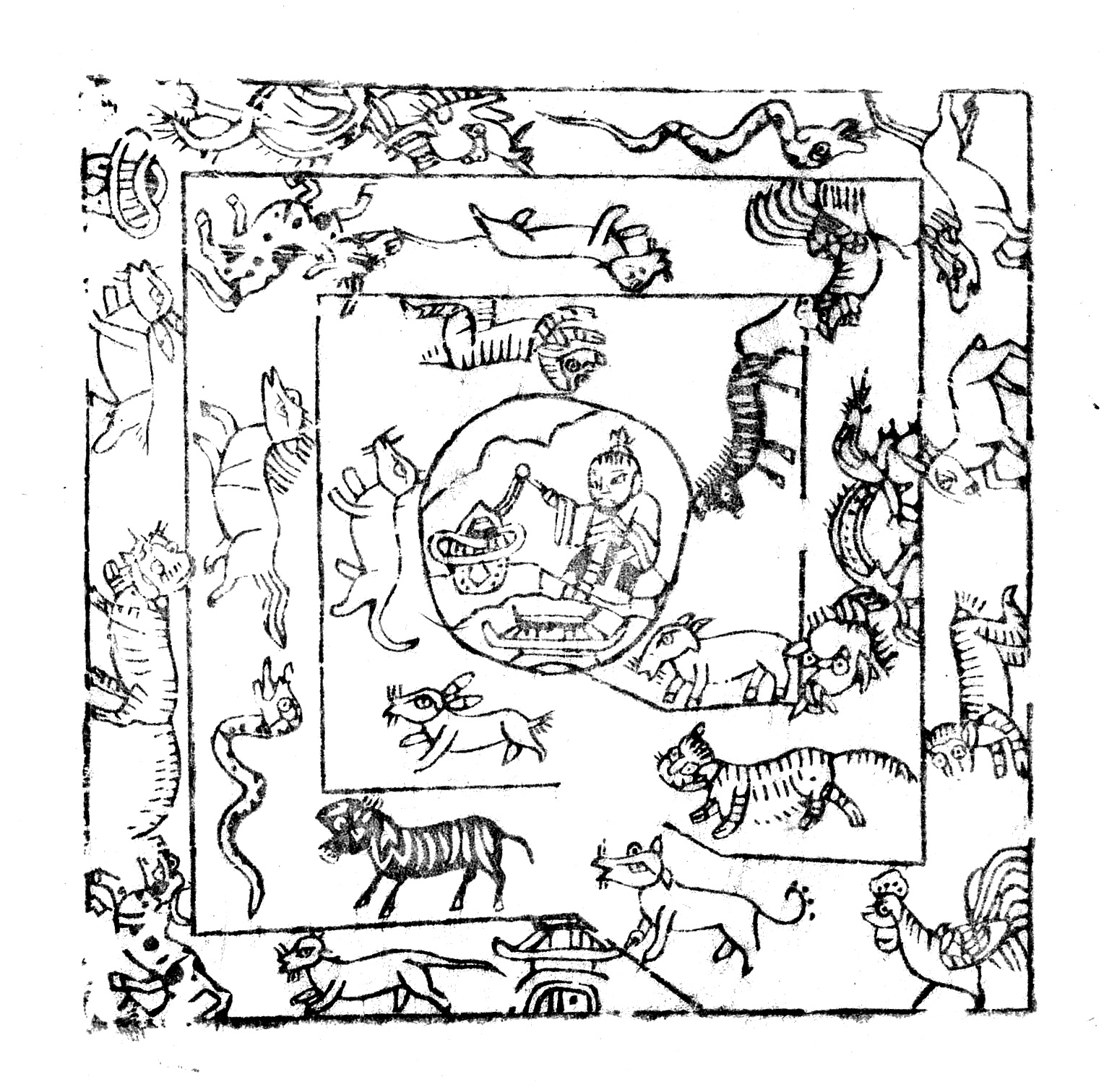
河北武強的生肖棋
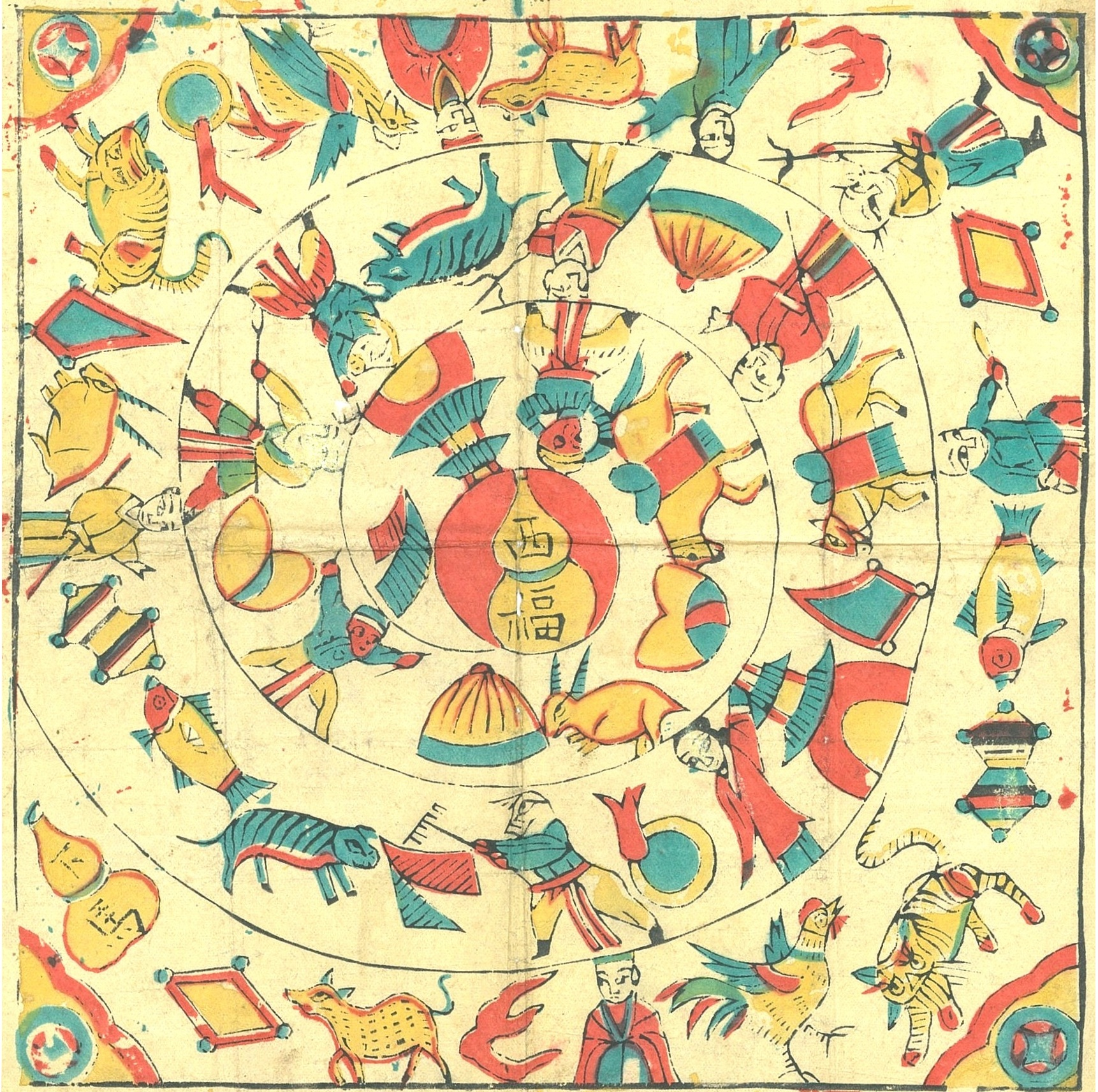
名稱不明的彩印遊戲圖
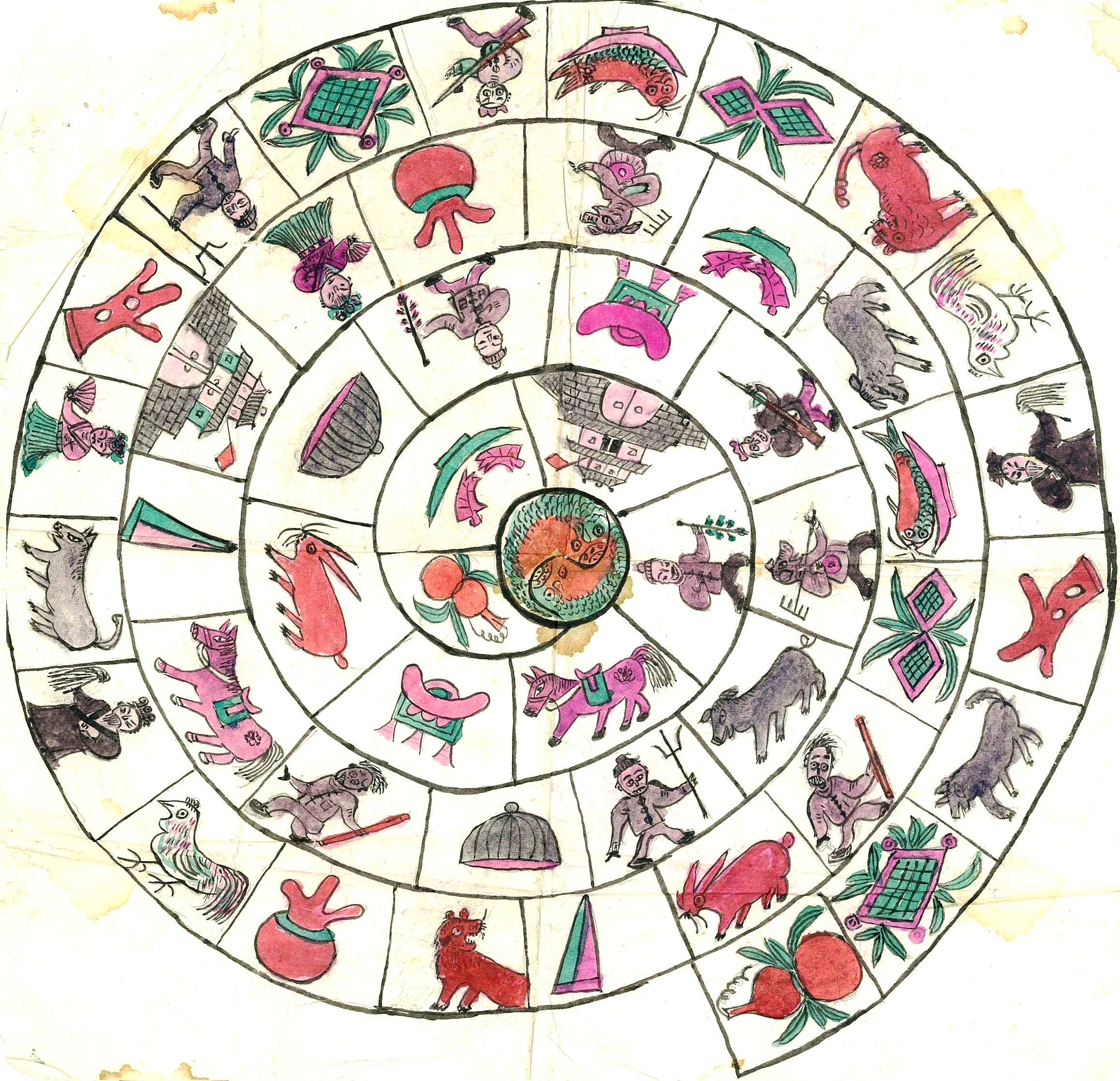
名稱不明的手繪遊戲圖

也有的圖案不是八仙人物，如清代時的小陞官圖，民國時期溫州有描寫小陞官圖的竹枝词〈擲小升官圖〉：「固山甲喇復章京，牛彔原來官不輕。鐵木江山久兒戲，卻從博具溯功名。」，有固山、甲喇、章京、牛彔等清朝官名，這類型在山西稱為打消遙。還有圖案是《水滸傳》人物，如清代四川成都的水浒选仙图。有的只有生肖圖，沒有八仙，最內部畫為壽星，如山東潍县的十二生肖图；苏州桃花坞的耍货升官图畫則是不倒翁、叫鸡、竹笛、摇鼓、宝塔、花鼓、弓箭、蛤蟆、金鱼、钹、仙人、木桶、皮老虎、地铃、笙等兒童玩具，中心為聚宝盆。

## 博法
- 多人遊戲。
- 先將所有棋子放在起點外。
- 輪流擲骰，每有一點就移動己棋過一個圖，當至某圖後再移到同樣的圖形處，若移到處已有敵棋，則會和該棋互換位置，若與第三位玩家棋子又在在同圖上時，稱為「三打不成」，和局重新開始。
- 先達終點勝。[20]

## 外部連結
玉珍齋重拾失傳童玩-葫蘆問-活化成為糕餅包裝